# Zichron Moše

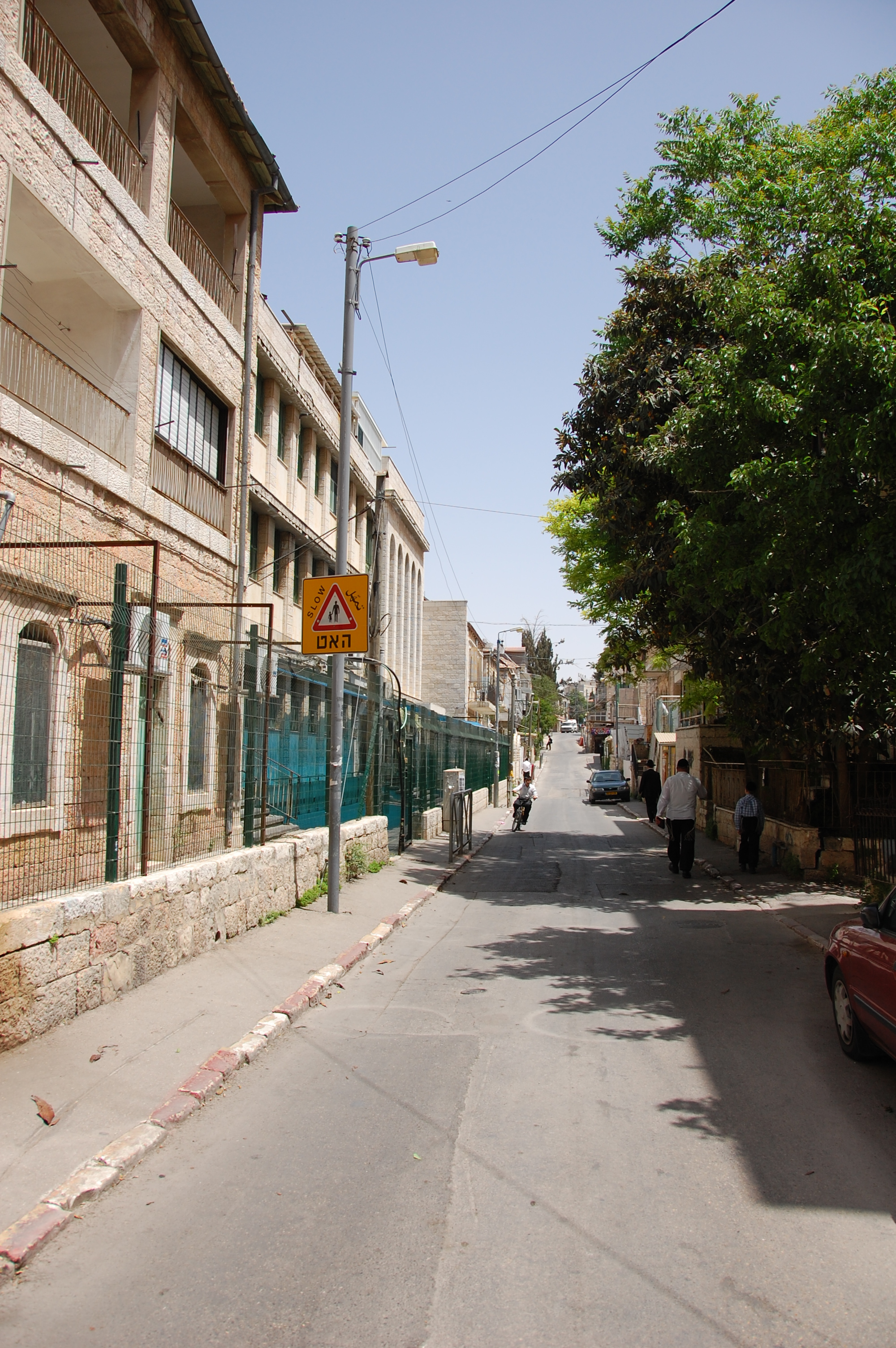
Ulice ve čtvrti Zichron Moše

Zichron Moše (hebrejsky: זיכרון משה, doslova „Vzpomínka na Mošeho“) je čtvrť v centrálním Jeruzalémě v Izraeli. Byla založena roku 1905 a nachází se mezi čtvrtěmi Me'a Še'arim a Ge'ula. Její první obyvatelé byli sekulární učitelé a samotná čtvrť byla jedna z řady jeruzalémských čtvrtí pojmenovaných na počest sira Mosese Montefioreho.
Byla vybudována kolem školy Simona von Lämela, která byla třetí jeruzalémskou židovskou školou. Ta byla postavena roku 1856 díky finančním prostředkům darovaným Elise Herzovou (rozenou Lämelovou) z Vídně, na počest památky jejího otce. V roce 1888 byla správa školy převedena na německo-židovskou filantropickou společnost a roku 1910 na společnost Hilfsverein der Deutschen Juden.
V roce 1932 bylo na nezastavěném pozemku vybudováno Edisonovo divadlo, pojmenované po vynálezci prvního promítacího stroje (kinetoskop) Thomasi Alva Edisonovi. Divadlo bylo vůbec první svého druhu v Jeruzalémě. Vystupovali v něm herci jako Yves Montand a bylo koncertním místem předstátního Symfonického orchestru.